# José Carlos Serrão
José Carlos Serrão, também conhecido apenas como Zé Carlos, Zé Carlos Tricolor ou Serrão (São Paulo, 12 de outubro de 1950) é um treinador e ex-futebolista brasileiro, que atuava como ponta ou meia-esquerda.

## Carreira

### Como jogador
Começou sua carreira no São Paulo em 1969, onde ficou até 1977, participou por seis vezes da Seleção Paulista e esteve relacionado pelo técnico Zagallo entre os nomes selecionados para a Copa do Mundo FIFA de 1974, sendo afastado devido a uma cirurgia. Encerrou sua passagem pelo Morumbi com 261 jogos e 28 gols.
Depois do Tricolor Paulista, passou — sem o mesmo brilho alcançado no Morumbi — por equipes como Botafogo-PB, Joinville, Juventus de Jaraguá, Santo André, Anapolina e pelo futebol colombiano — no Cúcuta Deportivo —, onde encerrou sua carreira.

### Como treinador
O técnico José Carlos Serrão tem muita experiência no futebol brasileiro. Depois de nove anos de sucesso como jogador, assumiu a carreira de treinador em 1983 no próprio São Paulo, onde era funcionário do clube, assumindo interinamente o time por 4 vezes, posteriormente esteve treinando vários clubes, o que faz até hoje.
Em 2009, conquistou o acesso à Série A1 do Campeonato Paulista dirigindo o Sertãozinho FC.
Comandou o Gamba Osaka, de onde foi demitido após 5 partidas, com 5 derrotas.
Em dezembro de 2012, foi contratado pelo São Carlos. No dia 11 de fevereiro de 2016, Serrão deixou o comando do clube.
Assumiu o comando do Juventus-SP em 21 de fevereiro de 2016. Acabou deixando o clube paulista em 8 de março do mesmo ano, após 4 jogos, sem nenhuma vitória.
José Carlos Serrão assumiu o comando do Sertãozinho FC, ainda no primeiro semestre de 2016. Em maio, Serrão conseguiu o título da Série A3 do Paulistão e levou a equipe ao acesso á Série A2 do Paulistão de 2017, sendo esse é o segundo acesso que Serrão consegue junto da equipe paulista, o outro acesso aconteceu em 2009. Em 3 de outubro de 2016, Serrão anunciou que não comandaria o Sertãozinho Futebol Clube na próxima temporada. O que muita gente vinha comentando é que Serrão havia se aposentado, mas o treinador ainda quer contribuir muito com o futebol brasileiro, pois já dirigiu mais de 40 clubes entre Brasil e exterior.
Em 05 de fevereiro de 2018, Serrão foi anunciado como novo treinador do Mogi Mirim para o restante da Série A3 do Paulistão, com uma difícil missão no comando do Sapão, o principal objetivo é regular o futebol da equipe e manter o Mogi Mirim na divisão. Após 7 dias que assumiu o comando do Mogi Mirim, surgiu uma proposta do Sertãozinho Futebol Clube para o treinador, pesando alguns fatores Serrão decidiu rescindir com o Mogi e assumir o comando técnico do Touro dos Canaviais.
No dia 12 de fevereiro de 2018 a diretoria do Sertãozinho anunciou José Carlos Serrão como novo comandante do Touro dos Canaviais para a temporada 2018. Após oito vitórias consecutivas, chegou até a última fase com chances de classificação ao G4, contudo, o time acabou tropeçando nas rodadas finais e terminou na sexta colocação.
Em janeiro de 2019, assume o comando do Sertãozinho na disputa a Série A2 do Campeonato Paulista.
Em setembro de 2019, foi contratado para comandar o Sertãozinho na disputa da Série A2 do Campeonato Paulista em 2020, sendo essa sua oitava passagem pelo clube. Deixou o clube em março de 2020, após duas vitórias, oito empates e duas derrotas.
Em maio de 2023, foi contratado pela Prefeitura Municipal de Ibitiúra de Minas para ministrar aulas de futebol para crianças e adolescentes até 17 anos de idade.

## Títulos

### Como jogador
São Paulo
- Campeonato Paulista Sub-20: 1969
- Campeonato Paulista Extra-Amador: 1970
- Campeonato Paulista: 1970, 1971 e 1975
- Campeonato Brasileiro: 1977

Botafogo-PB
- Campeonato Paraibano: 1977

Joinville
- Campeonato Catarinense: 1978

### Como treinador
São Paulo
- Torneio José Maria Marin: 1981
- Campeonato Paulista: 1981, 1982 e 1985
- Campeonato Brasileiro: 1986
- Torneio Teresa Herrera[nota 4]: 1986

Suwon Bluewings
- Torneio da Amizade: 2002 e 2003

Corinthians (Júnior)
- Torneio Brasil 500 Anos: 2000
- Dallas Cup: 2000
- Campeonato Paulista de Aspirantes: 2000

Sertãozinho-SP
- Campeonato Paulista de Futebol - Série A3: 2016

## Campanhas de destaque

### Como jogador
São Paulo
- Campeonato Paulista: 1972 (Vice-campeão)
- Copa Libertadores da América: 1974 (Vice-campeão)

### Como treinador
Paysandu
- Campeonato Paraense: 1995 (Vice-campeão)

Sertãozinho
- Campeonato Paulista de Futebol - Série A2: 2009 (7º colocado / Acesso)